# Persone di nome Maximiliano/Calciatori
| Questa pagina contiene informazioni ricavate automaticamente dalle voci biografiche con l'ausilio del template Bio e di un bot. L'aggiornamento è periodico e automatico e ricostruisce completamente la pagina. Se manca una persona in questa lista, sei pregato di non aggiungerla, ma accertati piuttosto che la sua voce biografica contenga il template Bio e che i dati anagrafici siano correttamente compilati. Se il template Bio manca, inseriscilo tu stesso o, in alternativa, metti l'avviso {{tmp\|Bio}} che ne segnala la mancanza. Se i dati riportati sono sbagliati, correggi direttamente la voce biografica; le modifiche saranno visibili in questa lista entro pochi giorni. Per chiarimenti vedi il progetto antroponimi. La lista contiene solo le 63 persone che sono citate nell'enciclopedia e per le quali è stato implementato correttamente il template Bio. Pagina aggiornata al 16 ott 2024. |

Questa è una lista di persone presenti nell'enciclopedia che hanno il nome Maximiliano e sono calciatori.

## A(4)
- Maximiliano Amondarain, calciatore uruguaiano (Montevideo, n. 1993)
- Maximiliano Araújo, calciatore uruguaiano (Montevideo, n. 2000)
- David Ayala, calciatore argentino (Berazategui, n. 2002)
- Maximiliano Añasco, calciatore uruguaiano (Salto, n. 2001)

## B(3)
- Maximiliano Bajter, ex calciatore uruguaiano (Montevideo, n. 1986)
- Maximiliano Barreiro, ex calciatore argentino (Mendoza, n. 1985)
- Maxi Biancucchi, ex calciatore argentino (Rosario, n. 1984)

## C(11)
- Maximiliano Caire, calciatore argentino (Villa Elisa, n. 1988)
- Maximiliano Callorda, calciatore uruguaiano (Trinidad, n. 1990)
- Maximiliano Calzada, calciatore uruguaiano (Montevideo, n. 1990)
- Maximiliano Caufriez, calciatore belga (n. 1997)
- Maximiliano Cavallotti, calciatore argentino (Santa Teresa, n. 1984)
- Maximiliano Cejas, ex calciatore argentino (La Plata, n. 1980)
- Maximiliano Centurión, calciatore argentino (Pablo Podestá, n. 1999)
- Maximiliano Ceratto, calciatore argentino (Río Gallegos, n. 1988)
- Maximiliano Comba, calciatore argentino (La Cautiva, n. 1994)
- Maximiliano Coronel, calciatore argentino (Buenos Aires, n. 1989)
- Maximiliano Correa, calciatore argentino (Córdoba, n. 1989)

## F(3)
- Maximiliano Falcón, calciatore uruguaiano (Paysandú, n. 1997)
- Maximiliano Faotto, calciatore e allenatore di calcio uruguaiano (Montevideo, n. 1910)
- Maximiliano Fornari, calciatore argentino (Salto, n. 1995)

## G(7)
- Maximiliano Gagliardo, calciatore argentino (Chivilcoy, n. 1983)
- Maximiliano Giusti, calciatore argentino (San Nicolás de los Arroyos, n. 1991 - San Nicolás de los Arroyos, † 2016)
- Maximiliano Gómez, calciatore uruguaiano (Paysandú, n. 1996)
- Maximiliano González, calciatore argentino (San Lorenzo, n. 1994)
- Maximiliano González, calciatore argentino (Monte Grande, n. 2004)
- Maximiliano Guerrero, calciatore cileno (La Serena, n. 2000)
- Maximiliano Gutiérrez, calciatore cileno (Chiguayante, n. 2004)

## J(1)
- Maximiliano Juambeltz, calciatore uruguaiano (Sarandí del Yí, n. 2002)

## L(4)
- Maximiliano Laso, calciatore argentino (Buenos Aires, n. 1988)
- Maxi López, ex calciatore argentino (Buenos Aires, n. 1984)
- Maximiliano Lovera, calciatore argentino (Laguna Blanca, n. 1999)
- Maximiliano Lugo, calciatore argentino (Lanús, n. 1989)

## M(6)
- Maximiliano Martínez, calciatore argentino (San Miguel de Tucumán, n. 1992)
- Maximiliano Meza, calciatore argentino (General Paz, n. 1992)
- Facundo Moreira, calciatore uruguaiano (Montevideo, n. 1989)
- Maximiliano Moreira, calciatore uruguaiano (Maldonado, n. 1994)
- Maxi Morález, calciatore argentino (Granadero Baigorria, n. 1987)
- Maximiliano Méndez, calciatore argentino (Koluel Kayke, n. 1995)

## N(1)
- Maximiliano Núñez, calciatore argentino (La Plata, n. 1986)

## O(2)
- Maximiliano Oliva, calciatore argentino (Gobernador Crespo, n. 1990)
- Maximiliano Olivera, calciatore uruguaiano (Montevideo, n. 1992)

## P(6)
- Maximiliano Pellegrino, ex calciatore argentino (Leones, n. 1980)
- Maximiliano Pereira, calciatore uruguaiano (Montevideo, n. 1993 - Minas, † 2020)
- Maximiliano Pérez, ex calciatore argentino (Buenos Aires, n. 1986)
- Maximiliano Perg, calciatore uruguaiano (Paysandú, n. 1991)
- Max Prieto, calciatore messicano (Guadalajara, n. 1919 - Guadalajara, † 1998)
- Maximiliano Puig, calciatore argentino (Buenos Aires, n. 2000)

## R(6)
- Maximiliano Ré, ex calciatore argentino (Rosario, n. 1987)
- Maxi Rodríguez, ex calciatore argentino (Rosario, n. 1981)
- Maximiliano Jair Rodríguez Cejas, calciatore uruguaiano (Palmitas, n. 1999)
- Maximiliano Rodríguez Maeso, ex calciatore uruguaiano (Montevideo, n. 1990)
- Maxi Rolón, calciatore argentino (Rosario, n. 1995 - Casilda, † 2022)
- Maximiliano Romero, calciatore argentino (Moreno, n. 1999)

## S(3)
- Maximiliano Sigales, calciatore uruguaiano (San Carlos, n. 1993)
- Stefan Silva, calciatore svedese (Stoccolma, n. 1990)
- Maximiliano Silvera, calciatore uruguaiano (Pando, n. 1997)

## U(2)
- Maximiliano Uggè, calciatore italiano (Treviglio, n. 1991)
- Maximiliano Urruti, calciatore argentino (Rosario, n. 1991)

## V(2)
- Maximiliano Velasco, calciatore argentino (Villa María, n. 1990)
- Maximiliano Velázquez, ex calciatore argentino (Concepción del Uruguay, n. 1980)

## Z(1)
- Maximiliano Zalazar, calciatore argentino (Ezeiza, n. 2001)

## Á(1)
- Gonzalo Álvez, calciatore argentino (San Lorenzo, n. 2003)